# Blake Caldwell
Blake Caldwell (* 27. März 1984 in Boulder, Colorado) ist ein ehemaliger US-amerikanischer Radrennfahrer.

## Karriere
Blake Caldwell begann seine Karriere im August 2003 beim Marco Polo Cycling Team. Im Jahr 2005 wechselte er zum damaligen Continental- und späteren ProTeam Garmin-Slipstream, für das er bis Ende der Saison 2009 fuhr. 2004 wurde er Zweiter Platz im Straßenrennen der US-amerikanischen U23-Meisterschaften. Vier Jahre später wiederholte er diesen Erfolg auch in der Eliteklasse.

## Teams
- 2003 Marco Polo Cycling Team
- 2005 TIAA-CREF
- 2006 TIAA-CREF
- 2007 Slipstream
- 2008 Slipstream-Chipotle / Garmin-Chipotle
- 2009 Garmin-Slipstream

## Erfolge
2004
- US-amerikanische Meisterschaft – Straßenrennen (U23)

2006
- eine Etappe Tour of Utah

2008
- eine Etappe Tour of Utah
- US-amerikanische Meisterschaft – Straßenrennen